# Kinderprinsengrachtconcert
Het Kinderprinsengrachtconcert is een jaarlijks concert in Amsterdam voor en door kinderen. Drie jonge klassieke talenten geven een bijzonder optreden op het openluchtpodium op de Prinsengracht. Ze spelen niet alleen een klassiek stuk, maar treden ook op met bekende popartiesten.
Dit concert vindt plaats in de maand augustus, voorafgaand aan het Prinsengrachtconcert en kan gratis bijgewoond worden. Het concert wordt uitgezonden op NPO 3. 
De presentatie is sinds 2009 in handen van Ewout Genemans. Voorheen werd het concert gepresenteerd door presentator Sipke Jan Bousema. 
Het concert wordt net als het gewone Prinsengrachtconcert afgesloten met een versie van het nummer Aan de Amsterdamse grachten.